# إغناثيو راميريز (لاعب كرة قدم)
إغناثيو راميريز (بالإسبانية: Juan Ignacio Ramírez)‏ هو لاعب كرة قدم أوروغواياني في مركز مهاجم ‏، ولد في 1 فبراير 1997 في مرسيدس، أوروغواي ‏ في الأوروغواي. لعب مع فيورنتينا ونادي ليفربول.

## وصلات خارجية
- إغناثيو راميريز (لاعب كرة قدم) على موقع قاعدة بيانات كرة القدم.إي يو (الإنجليزية)
- إغناثيو راميريز (لاعب كرة قدم) على موقع ليكيب (الفرنسية)
- إغناثيو راميريز (لاعب كرة قدم) على موقع Soccerway.com (الإنجليزية)